# ABA Rookie of the Year Award
L'ABA's Rookie of the Year Award è stato un riconoscimento che ogni anno la American Basketball Association conferiva al miglior rookie della stagione.

## Vincitori
|  | Eletti nella Basketball Hall of Fame |

| Stagione  | Allenatore      | Nazionalità | Squadra                            |
| --------- | --------------- | ----------- | ---------------------------------- |
| 1967-1968 | Mel Daniels     | Stati Uniti | Minnesota Muskies                  |
| 1968-1969 | Warren Jabali   | Stati Uniti | Oakland Oaks                       |
| 1969-1970 | Spencer Haywood | Stati Uniti | Denver Rockets                     |
| 1970-1971 | Dan Issel       | Stati Uniti | Kentucky Colonels                  |
| 1970-1971 | Charlie Scott   | Stati Uniti | Virginia Squires                   |
| 1971-1972 | Artis Gilmore   | Stati Uniti | Kentucky Colonels                  |
| 1972-1973 | Brian Taylor    | Stati Uniti | New York Nets                      |
| 1973-1974 | Swen Nater      | Paesi Bassi | Virginia Squires/San Antonio Spurs |
| 1974-1975 | Marvin Barnes   | Stati Uniti | Spirits of St. Louis               |
| 1975-1976 | David Thompson  | Stati Uniti | Denver Nuggets                     |